# 烏古斯語支
烏古斯語支（土耳其語、阿塞拜疆語：Oğuz）是突厥語族的主要分支，使用人數超過1.1億，使用範圍西至巴爾幹半島，東至中國。「烏古斯」在古突厥語中解作「三十」与箭，指的是三十個部落。

## 术语
“烏古斯”这个概念适用于共同突厥語的西南分支。它指代8世纪由阿尔泰山脉移居中亚，后期扩张到中東，成为独立部族巴尔干人的烏古斯人。

## 分类
基于语言特征和地理特征，现今仍在使用的烏古斯語言可分为三类：东烏古斯語、西烏古斯語、南烏古斯語。
| 原始突厥语 | 共同突厥語 | 烏古斯語 |        | |
| 原始突厥语 | 共同突厥語 | 烏古斯語 | 撒拉语 | - 撒拉语 |
| 原始突厥语 | 共同突厥語 | 烏古斯語 | 西     | - 土耳其语 - 阿塞拜疆语 - 加告茲語 - 巴爾干加告茲突厥語 - 奥斯曼土耳其语 † - 安納托利亞土耳其語 † - 佩切涅格語 † |
| 原始突厥语 | 共同突厥語 | 烏古斯語 | 东     | - 土库曼语 - 呼羅珊突厥語                                                                                        |
| 原始突厥语 | 共同突厥語 | 烏古斯語 | 南     | - 卡什加語 - 恰哈馬哈勒突厥語                                                                                    |

另有两种关系较远的语言——克里米亞韃靼語和乌鲁姆语——属于钦察语支，但它们已受到烏古斯語支的深刻影响。
现已灭绝的佩切涅格語很可能属于烏古斯語支，但由于缺少文献记载，难以判断它属于烏古斯語支内部的哪一个分支；因此它常被排除于分类之外。

## 語言特色
烏古斯語支有些特色跟其他突厥語族相同，而有些特色則是獨有的。

### 相同特色
- 沒有開首的*h音（只在哈拉吉语保留）
- 沒有工具格（只在雅庫特語和哈拉吉語保留）

### 獨有特色
- 在前元音的塞音為濁音（如gör- < kör-「看」）
- ɨ/u後沒有q/ɣ（如quru < quruq 「乾」、 sarɨ < sarɨɣ 「黃」）
- 分詞從 -gan- 變為 -an-

## 外部連結
- Ethnologue tree （页面存档备份，存于）